# Silent Night, Bloody Night
Silent Night, Bloody Night é um filme slasher norte-americano de 1972, dirigido por Theodore Gershuny e co-produzido por Lloyd Kaufman. O filme é estrelado por Patrick O'Neal e pela atriz cult Mary Woronov em papéis principais, com John Carradine em uma atuação coadjuvante. A trama segue uma série de assassinatos que ocorrem em uma pequena cidade da Nova Inglaterra na véspera de Natal, depois que um homem herda uma propriedade de família que já foi um manicômio.

## Produção
A fotografia principal de 'Silent Night, Bloody Night' ocorreu de 30 de novembro a dezembro de 1970 em Oyster Bay, Nova York. A casa de James W. Beekman em Oyster Bay serviu como a residência Butler no filme. O filme originalmente tinha o título provisório de Zora, que era o título de um roteiro não relacionado pertencente à Cannon Films. A pós-produção aconteceu no verão de 1972, com o diretor Gershuny e o editor Tom Kennedy completando a dublagem, a trilha sonora e os efeitos sonoros.

## Sinopse
Um velho casarão, que por muitos anos serviu como asilo de loucos, tem os acontecimentos relacionados ao seu passado investigado pelo advogado que pretende vendê-lo. Mas um misterioso assassino está disposto a interferir em seus planos.

## Crítica
No seu livro "Slasher Films: An International Filmography, 1960 Through 2001", Kent Byron Armstrong escreveu que o filme "tem um ritmo lento, mas oferece intrigas e mistérios suficientes para manter o interesse do espectador".
Em uma crítica publicada por Hysteria Lives!, o filme recebeu cinco de cinco estrelas, com o crítico descrevendo o filme como "ambicioso, gótico, perturbador, atmosférico, assustador" e opinando que "Se 'Night of the Living Dead' estabeleceu o padrão para os filmes de zumbi que vieram depois, 'Silent Night, Bloody Night' estabeleceu o padrão para praticamente todos os filmes de slasher que se seguiram".

Em uma crítica retrospectiva positiva para o 50º aniversário do filme na Rue Morgue, Mark Lager escreveu que o filme é "uma joia escondida criminosamente esquecida... A música de Gershon Kingsley é fria e assustadora, um clima melancólico" e Matthew C. Dupée elogiou "a abordagem altamente estilística do diretor Ted Gershuny, uma localização incrível, um elenco competente e um roteiro sombrio e triste que estava à frente de seu tempo".